# Sint-Brixiuskerk (Schalkhoven)

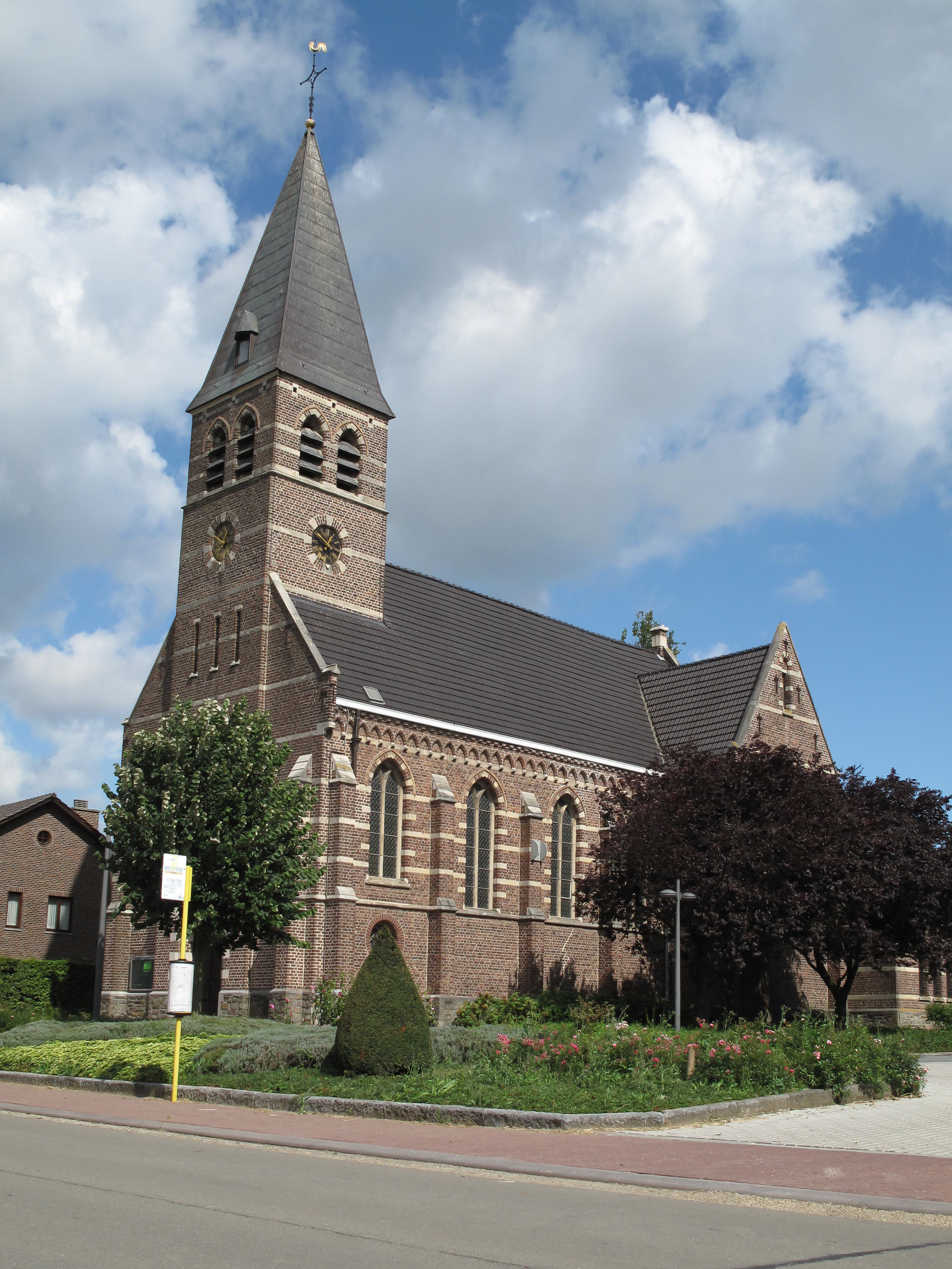
Sint-Brixiuskerk

De Sint-Brixiuskerk is de parochiekerk van Schalkhoven, een dorp in de Belgische provincie Limburg.
Oorspronkelijk bezat Schalkhoven een kerk die zich tegenover de ingang van het Kasteel van Schalkhoven bevond. Hier is het oude kerkhof te vinden. De huidige kerk werd een honderdtal meter noordelijker gebouwd.
De huidige kerk stamt uit 1927. Het is een eenbeukige bakstenen kruiskerk in neogotische stijl die afgewerkt is met banden van gele natuursteen. Het gebouw heeft een bescheiden, ingebouwde toren, gedekt met een naaldspits.
De kerk bezit een 17e-eeuws schilderij: Vlucht naar Egypte, een kopie van dat van Gaspar de Crayer. Ook zijn er twee heiligenbeelden in gepolychromeerd hout: Een Onze-Lieve-Vrouw met Kind (eind 15e eeuw) en een Sint-Brixtus (omstreeks 1700).
De eiken preekstoel, in rococostijl, stamt uit ongeveer 1750. Er is een bidstoel uit 1808.